# فرانسیس سیمون
 فرانسیس سیمون (آلمانی: Francis Simon؛ زاده ۲ ژوئیهٔ ۱۸۹۳ درگذشته ۳۱ اکتبر ۱۹۵۶) شیمی‌دان و فیزیک‌دان اهل آلمان-بریتانیا بود.
وی همچنین برنده جوایزی همچون نشان رامفورد شده است.